# نماوا
نماوا یک سامانه نمایش درخواستی (VOD) اشتراکی ایرانی آنلاین برای پخش فیلم و سریال است که توسط آن می‌توان به سریال‌ها، فیلم‌ها و انیمیشن‌های ایرانی و خارجی دسترسی پیدا کرد. این سامانه در اواخر سال ۹۲ و اوایل سال ۹۳ توسط شرکت اینترنتی شاتل راه‌اندازی شد که در ابتدا تمرکز آن بر روی مشترکان شاتل بود ولی مشترکان دیگر شرکت‌های اینترنتی هم می‌توانستند از آن استفاده کنند.
سایت نماوا در تاریخ ۹ خرداد ۱۴۰۴ به دلیل پخش بدون مجوز سریال سووشون مسدود شد. که در ۲۴ خرداد ۱۴۰۴ بعد تقریباً دو هفته باز شد نماوا به دلیل غیبت در این دو هفته مسدودی اشتراک کاربرهایش را به مدت دو هفته تمدید می‌کند.

## تاریخچه
نماوا در آغاز با نام مووی‌لند که جزئی از سرزمین شاتل (شاتل‌لند) بود فعالیت خود را آغاز کرد. در فروردین ۱۳۹۵ وب‌سایت فیلم شاتل‌لند که با نام مووی‌لند فعالیت می‌کرد به نماوا تغییر نام داد. نخستین سریال اختصاصی نماوا سریال سال‌های دور از خانه است که در ۳۱ فروردین سال ۱۳۹۸ توسط نماوا عرضه شد.
این وبگاه برای تماشای آنلاین فیلم و مدیا است که با برخی از شرکت‌های اینترنتی ایران قراردادی برای تماشای رایگان فیلم بسته است. این وبگاه نیز بلاگی دارد که در آن فیلم‌ها را نقد و دربارهٔ آن‌ها توضیح می‌دهد.

## قابلیت‌ها
در نماوا، پروفایل جامعی برای تمام فیلم‌ها و سریال‌ها وجود دارد. صفحهٔ هر فیلم شامل اطلاعات جامعی همچون نام کارگردان، نویسنده، بازیگران، سال ساخت، ژانر، امتیاز IMDB، کاور و همچنین اسکرین‌شات‌هایی از لحظات فیلم است که در کنار آن توضیحاتی فارسی در رابطه با داستان آن نیز درج شده است.
نماوا یک زیر دامنه برای استریم مجانی فیلم‌ها برای برنامه روبیکا شرکت همراه اول دارد.

## پخش اختصاصی
- سیاوش
- روز بلوا
- قورباغه
- حرفه‌ای
- گیسو
- همرفیق
- خسوف
- خاتون
- مهمونی
- نوبت لیلی
- شبکه مخفی زنان
- مترجم
- آنتن
- سرگیجه
- عقرب عاشق
- داوینچیز
- شریک جرم
- برنامه همزاد من
- کنسرتینو
- جنگل آسفالت
- اکازیون
- غربت
- ازازیل
- دیو و ماه پیشونی۲
- سووشون

## پخش مشترک

#### سریال‌های مشترک بافیلیمو
- هم‌گناه
- دراکولا
- هیولا
- سال‌های دور از خانه
- آقازاده
- روزی روزگاری مریخ
- مانکن
- دل
- عاشقانه
- آکتور
- جادوگر
- مگه تموم عمر چندتا بهاره

## سرمایه‌گذاری در فیلم سینمایی
فیلم جنگ جهانی سوم با سرمایه‌گذاری نماوا و نماآگهی تولید شده و درواقع این اولین‌بار است که یک پلتفرم پخش آنلاین به ساخت یک پروژه سینمایی و مهم ورود کرده است و از جشنواره فیلم ونیزو جشنواره بین‌المللی فیلم توکیو و جشنواره بین‌المللی فیلم استانبول موفق به دریافت جایزه شده است. از عوامل «جنگ جهانی سوم» که در ونیز حضور دارند می‌توان به تهیه‌کننده، نویسنده و کارگردان: هومن سیدی، مدیر فیلمبرداری: پیمان شادمانفر، بازیگران: محسن تنابنده، ندا جبرئیلی، مهسا حجازی، نوید نصرتی، طراحی صحنه: محسن نصرالهی، طراح لباس: الهام معین، نماینده سرمایه‌گذاران: آیدا مصباحی اشاره کرد.

همچنین فیلم سینمایی قیف هم با سرمایه‌گذاری نماوا ساخته شد.